# Le Juif errant
Le Juif errant (el judío errante, por su traducción al español) es una película muda francesa de 1904 dirigida por Georges Méliès.

## Sinopsis
Un anciano judío deambula por el campo; espectros de Cristo cargando la cruz aparecen en el cielo. Al principio les tiene miedo y luego trata de perseguirlo a él y a las personas que lo rodean. Entonces aparece el diablo y lo golpea antes de huir. Finalmente aparece un Cristo alado. Sigue una segunda escena donde se desarrolla una tormenta, símbolo de la ira de Dios.